# Lophocampa andensis
Lophocampa andensis är en fjärilsart som beskrevs av William Schaus 1896. Lophocampa andensis ingår i släktet Lophocampa och familjen björnspinnare. Inga underarter finns listade i Catalogue of Life.